# Cistanthe tovarii
Cistanthe tovarii är en källörtsväxtart som beskrevs av A. Galan de Mera. Cistanthe tovarii ingår i släktet Cistanthe och familjen källörtsväxter. Inga underarter finns listade i Catalogue of Life.